# マーティン・ロスコー
マーティン・ロスコー（Martin Roscoe, 1952年8月3日 –）はイギリスのピアニスト・音楽教師。ギルドホール音楽学校で教鞭を執る傍ら、協奏曲やリサイタルでのソリストや、室内楽奏者としても活躍している。

## 経歴
チェシャー州のハルトンに生まれる。王立ノーザン音楽大学にてゴードン・グリーンとマージョリー・クレメンティに師事。早くからヴィルトゥオーゾとして受賞歴に恵まれ、1973年にはダヴァス金メダルを、1974年には the Worshipful Company of Musicians の銀メダルを、1976年には全英リスト・ピアノ・コンクールの銀メダルを受賞し、1981年にはシドニー国際ピアノコンクールに入賞した。
ロイヤル・リヴァプール・フィルハーモニー管弦楽団やBBCウェールズ交響楽団、マンチェスター・カメラータとは密接な関係を深め、サイモン・ラトルやケント・ナガノ、リボール・ペシェク、ルチアーノ・ベリオ、ヤン・パスカル・トルトゥリエ、アンドルー・リットン、マーク・ウィグルスワースら世界の著名な指揮者と共演を重ねてきた。ウィグモア・ホールでは定期的なリサイタルを開いている。プロムスには6回、BBCの放送番組には300回、出演した。国外でも演奏家として評価され、これまでに香港やシンガポール、スペイン、スイス、南アフリカ共和国、オーストラリア、アメリカ合衆国、フランスなどの国々で演奏している。
学生時代にピーター・ドノホーとピアノ二重奏を組み、それ以来、共演し、録音を一緒に作る仲となっている。室内楽奏者としては、タスミン・リトルやエマ・ジョンソン、スティーヴン・イッサーリス、マイケル・コリンズ、スティーヴン・オズボーン、チリンギリアン弦楽四重奏団、カルミナ四重奏団、ブロドスキー弦楽四重奏団、エンデリオン弦楽四重奏団などと共演してきた。
王立ノーザン音楽大学やロンドン王立音楽院で教鞭を執った後、ギルドホール音楽学校の教員となった。ベヴァリー室内楽フェスティバルやリブルヴァレー国際ピアノ週間の芸術監督に就任している。ハル大学より名誉教授号を授与された

## レパートリーと演奏様式
ショパン、シューマン、ガーシュウィン、メシアン、ショスタコーヴィチのピアノ曲やベートーヴェンやラフマニノフのチェロソナタなど、有名作曲家の作品を掌中に収めている反面、ロベルト・フックスやフランク・ブリッジ、エルンスト・フォン・ドホナーニ、シマノフスキ、エイミー・ビーチなど、不当に忘れられた作曲家の再評価や、ジェイムス・マクミランなど同時代のイギリス人作曲家の擁護に意気込みを見せている。
柔軟で敏捷に動く指に恵まれ、颯爽たるテンポ設定と涼やかな音色が印象的な演奏を行う。